# Ryszard Białowąs
Ryszard Białowąs (Sulechów, 14 luglio 1947 – Breslavia, 23 febbraio 2004) è stato un cestista polacco.

## Palmarès
- Campionato polacco: 2

Śląsk Breslavia: 1976-77, 1978-79
- Coppa di Polonia: 3

Śląsk Breslavia: 1972, 1973, 1977